# Tocktoyo
Tocktoyo est un village du Cameroun dans la commune de Ouli situe dans la région de l’Est et dans le département du Kadey, arrondissement de Mbotoro. Il est situé à la frontière avec la République centrafricaine. 

## Climat
C'est une zone à pluviométrie bimodale et à climat subéquatorial de type guinéen à quatre saisons dont deux pluvieuses : une grande saison des pluies (de mi-août à mi-novembre) et une petite saison des pluies (de mi-mars à mai), et deux saisons sèches (de novembre à mi-mars et de juin à mi-août). Cet étalement des saisons permet de réaliser deux cycles de cultures par an. La température moyenne est de 24 °C.

## Population
Les 5 343 habitants sont répartis entre 1 165 hommes et 1 562 femmes, le reste sont des jeunes et enfants de moins de 16 ans. La population est constituée majoritairement de deux ethnies à savoir les Gbaya et les Wodaabes (Bororos). 

## Infrastructures
Il y a un centre de santé intégré avec la présence de deux infirmiers brevetés.

## Économie
Tocktoyo abrite un marché frontalier périodique (marché de Tocktoyo) qui mobilise plusieurs commerçants camerounais et ceux venus de la République centrafricaine. Les échanges commerciaux sont basés pour la plupart sur les produits agropastoraux et de première nécessité. Tocktoyo est aussi une des grandes zones d’élevage des bovins.